# Blackpool Airport
Blackpool Airport är en flygplats i Storbritannien.   Den ligger i grevskapet Lancashire och riksdelen England, i den centrala delen av landet, 300 km nordväst om huvudstaden London. Blackpool Airport ligger 10 meter över havet.
Terrängen runt Blackpool Airport är mycket platt. Havet är nära Blackpool Airport åt sydväst. Runt Blackpool Airport är det tätbefolkat, med 343 invånare per kvadratkilometer. Närmaste större samhälle är Blackpool, 5,2 km norr om Blackpool Airport. Omgivningarna runt Blackpool Airport är en mosaik av jordbruksmark och naturlig växtlighet.